# Angelique (sang)
 For alternative betydninger, se Angelique. (Se også artikler, som begynder med Angelique)
"Angelique" er en dansk sang fra 1961, med tekst og melodi af den - på det tidspunkt - ukendte, 61-årige invalidepensionist Axel V. Rasmussen fra Køge, der blev sunget af den 22-årige Dario Campeotto ved Dansk Melodi Grand Prix 1961, hvor den vandt. Campeotto gik hermed videre til Eurovision Song Contest i 1961, hvor sangen blev nummer fem.